# Cerodontha oryziphila
Cerodontha oryziphila este o specie de muște din genul Cerodontha, familia Agromyzidae, descrisă de Zlobin în anul 1993.
Este endemică în Guangdong. Conform Catalogue of Life specia Cerodontha oryziphila nu are subspecii cunoscute.